# L3 (tankietka)

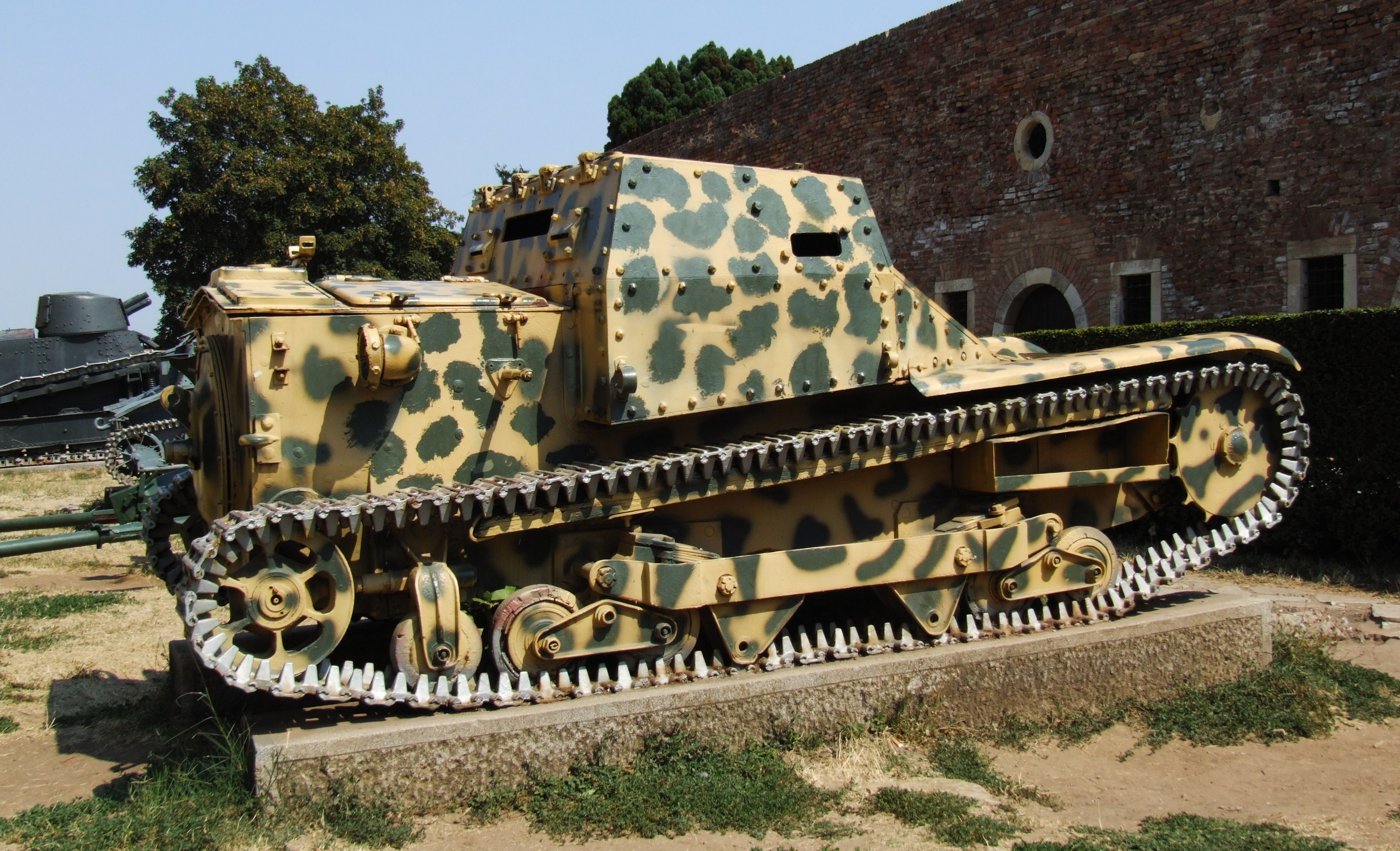
L 3/35 (CV 3/35), Muzeum Wojskowe w Belgradzie, Serbia

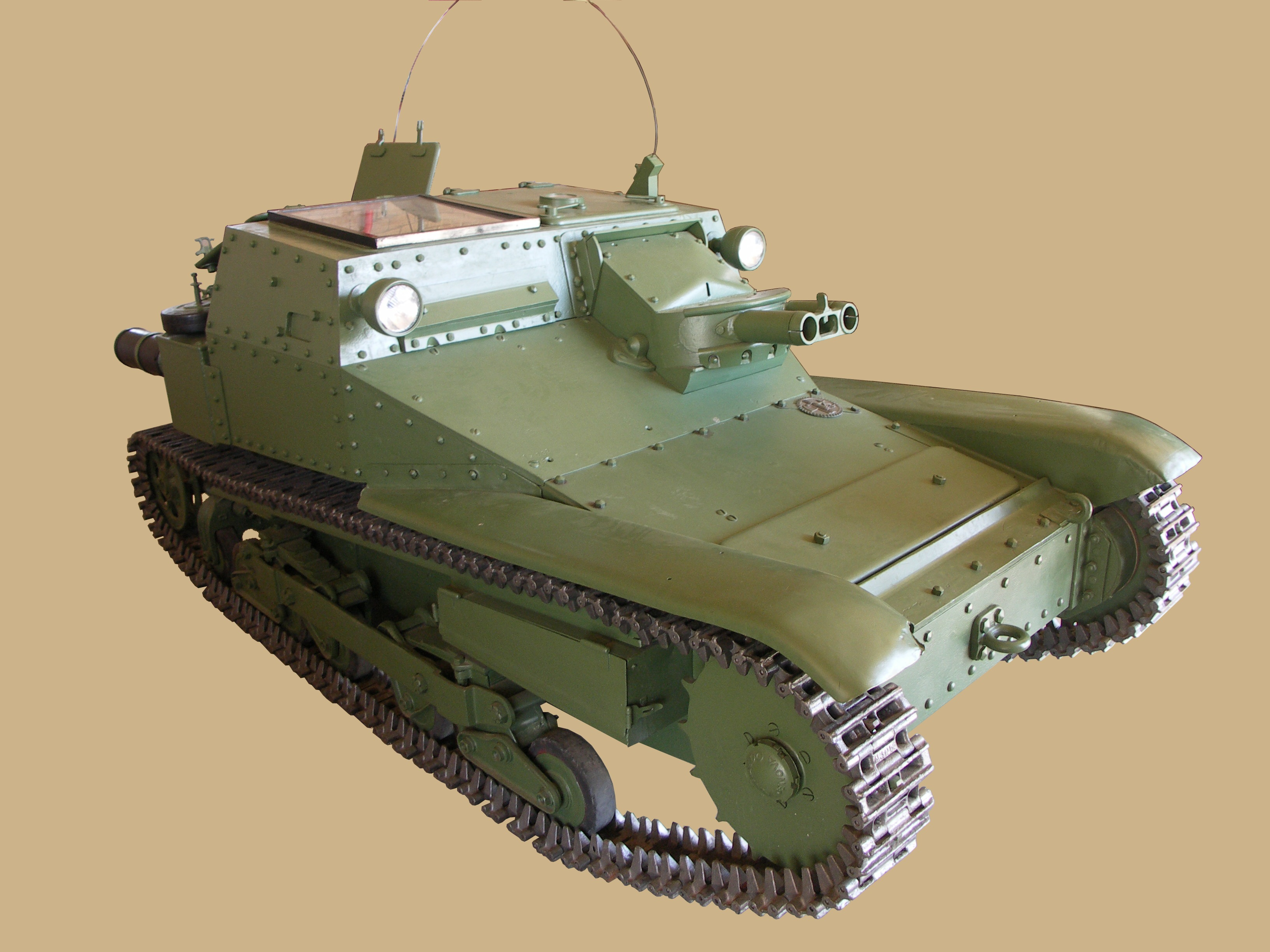
L 3/35r, South African National Museum of Military History

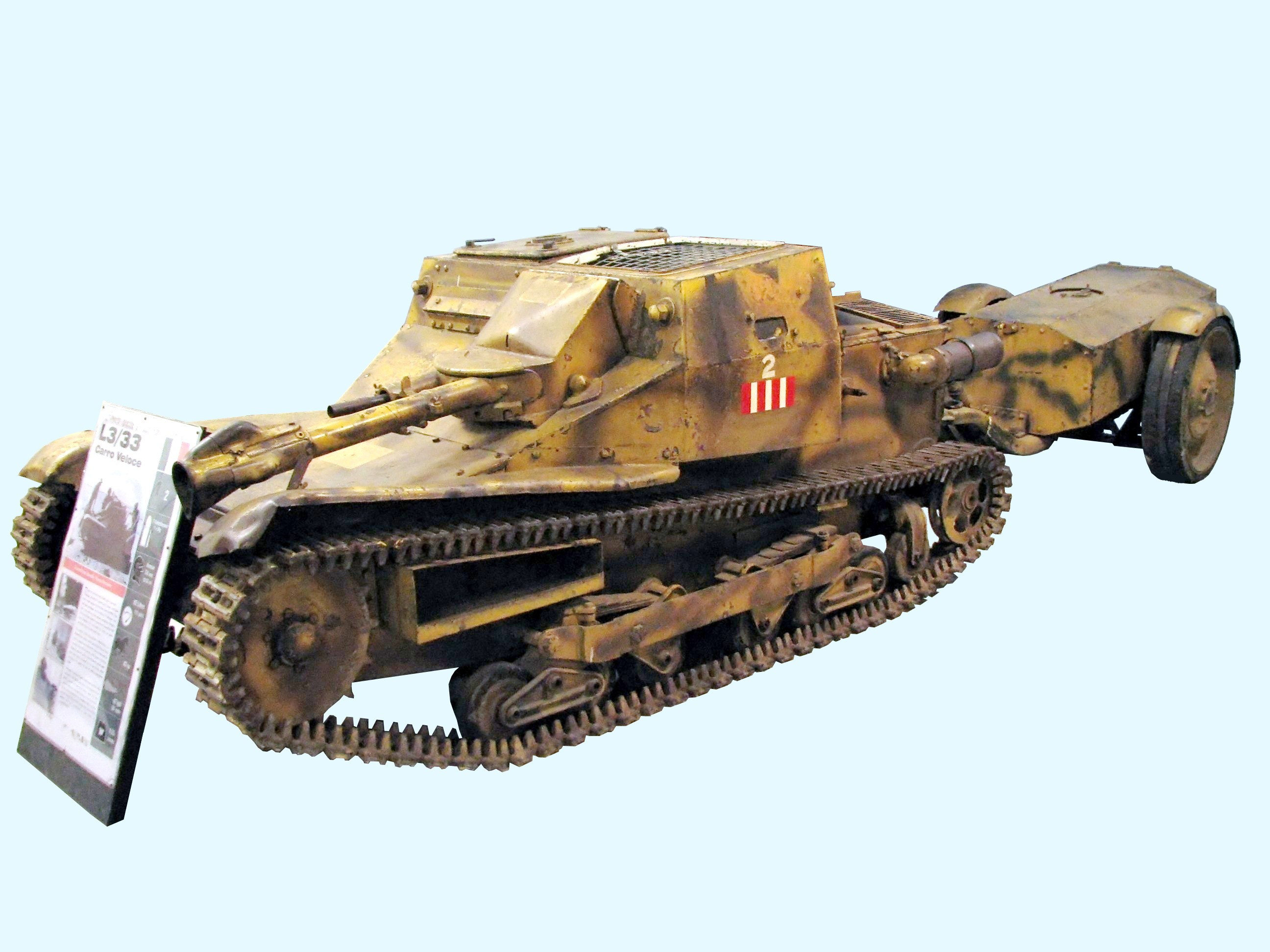
CV 3/33 Lf, Bovington Tank Museum

L3, CV 3 – włoska tankietka, produkowana w wielu wersjach, używana przez armię włoską w czasie agresji na Abisynię, interwencji w Hiszpanii i II wojnie światowej oraz eksportowana do wielu krajów świata.

## Rozwój konstrukcji

### CV 3/33
Tankietka Carro CV 3/33 została zaprojektowana na bazie wcześniejszego modelu CV 29. Prototyp został opracowany w 1931. Tankietka skonstruowana i produkowana w zakładach Ansaldo w kooperacji z Fiatem. W 1933 zamówiono 1300 tankietek. W pojazdach pierwszej serii produkcyjnej ostatnia para kół jezdnych była połączona ramą z kółkiem napinającym gąsienicę, a uzbrojenie stanowił chłodzony wodą karabin maszynowy Fiat Model 14 kalibru 6,5 mm. W 1934 przeprowadzono modyfikacje układu jezdnego i zmieniono karabin maszynowy na chłodzony powietrzem Fiat Model 35 o kalibrze 8 mm.  Następna modyfikacja polegała na zwiększeniu uzbrojenia, w tankietkach zamontowano dwa karabiny maszynowe 8 mm. Zmodyfikowana wersja tankietki była produkowana do końca 1934.

### CV 3/35
W 1935 opracowano i wprowadzono do produkcji seryjnej ulepszone tankietki pod oznaczeniem CV 3/35. Tankietka CV 3/35 różniła się od swojej poprzedniczki jedynie drobnymi szczegółami. Pojazdy pierwszej serii produkcyjnej – CV 3/35 I. Tipo – zostały przebudowane z wozów CV 3/33. Uzbrojenie pojazdów pierwszej serii i początkowych egzemplarzy drugiej serii (CV 3/35 I. Tipo) stanowiły dwa sprzężone karabiny maszynowe Fiat Model 35, później jako standardowy przyjęto do uzbrojenia tankietek karabin Breda Model 38 kalibru 8 mm. Pojazdy  CV 3/35 II. Tipo miały wzmocnione zawieszenia, zmienione osłony otworów obserwacyjnych i tłumiki spalin.

### CV 3/38
W 1938 do produkcji trafiły pojazdy CV 3/38 posiadające zmienione zawieszenie i uzbrojenie składające się z jednego wkm Breda kalibru 13,2 mm. Pojazdy tej wersji były budowane m.in. na zamówienie Brazylii.
Pod koniec lat 30. zmieniono oznaczenia pojazdów wszystkich wersji z CV 33, CV 35, CV 38 na L3/33, L3/35 i L3/38.

### Wersje specjalne
Obok wersji podstawowych uzbrojonych w karabiny maszynowe zostały zbudowane także wersje specjalne z odmiennym uzbrojeniem lub innym wyposażeniem:
- tankietki przeciwpancerne L3/35 i L3/38, będące standardowymi pojazdami tych wersji przezbrojonymi w 1940 w działko przeciwpancerne Solothurn kalibru 20 mm,
- L3 Lf (Lancia fiamme; oznaczane także jako CV 3/33 Lf, CV 3/35 Lf) – odmiana CV 33 i CV 35 z miotaczem ognia zamiast jednego karabinu maszynowego; paliwo do miotacza znajdowało się w pojemniku na tylnej pokrywie czołgu (60 l) lub w małej przyczepce ciągniętej za tankietką (500 l), zaś miotacz ognia miał zasięg około 100 m,
- wozy dowodzenia CV 3/35r (Carro Radio) – wersja dowódcza z radiem,
- pojazd obrony przeciwlotniczej uzbrojony w karabin maszynowy Breda 38 kalibru 8 mm zamontowany na podstawie przeciwlotniczej; zbudowano sześć sztuk,
- zdalnie sterowany pojazd szturmowy do niszczenia umocnień przeciwnika (jak niemiecki Goliath); zbudowano jedynie prototyp,
- Semovente L3 da 47/32 – samobieżne działo przeciwpancerne 47 mm na podwoziu L 3/35. Działo było osłonięte jedynie czołową tarczą ochronną. W zakładach Fiat i Breda powstały jedynie dwa prototypy tego działa, niewiele różniące się od siebie. Produkcji seryjnej nie podjęto.

## Eksport
Tankietki L3 były eksportowane do wielu krajów świata:
- Afganistan (w 1937);
- Albania (w 1938, 6 sztuk);
- Austria (1935-38, 72 sztuki uzbrojone w karabiny maszynowe Schwarzlose kaliber 8 mm);
- Boliwia (1937, 14 sztuk);
- Brazylia (1938, 23 sztuki uzbrojone w karabin maszynowy Madsen kalibru 13,2 mm);
- Bułgaria (1936–39, 14 sztuk);
- Chiny (1936–39);
- Królestwo Iraku (1936–41, 16 sztuk);
- Węgry (1934–38; 65 sztuk uzbrojonych w km Gebauer kaliber 8 mm).

## Użycie bojowe
Tankietki L3 wszystkich wersji stanowiły podstawowy sprzęt włoskich jednostek pancernych w drugiej połowie lat trzydziestych aż do 1940 (kiedy na wyposażenie zaczęły wchodzić czołgi średnie M 11/39), w tym także były podstawowym sprzętem bojowym trzech włoskich dywizji pancernych (131 Centauro, 132 Ariete, 133 Littorio), utworzonych w 1939 roku. W skład każdej z tych dywizji wchodził pułk czołgów, składający się z 4 batalionów, w sumie posiadający 164 tankietki L3.
Tankietki te brały udział we wszystkich konfliktach zbrojnych, w których uczestniczyły faszystowskie Włochy w latach trzydziestych i czterdziestych XX wieku. Brały udział w wojnie włosko-abisyńskiej (1935-36), interwencji włoskiej podczas wojny domowej w Hiszpanii (1936-39), zajęciu Albanii (1939), wojnie z Francją (1940), agresji na Grecję i na Jugosławię (1940-41) i w walkach w Afryce północnej (od 1940). Walki te szybko uzmysłowiły dowództwu włoskiemu, że tankietki, choć szybkie i niewielkie, są bronią przestarzałą, zbyt słabo opancerzoną i uzbrojoną, nie mogącą sprostać lepiej opancerzonym czołgom uzbrojonym w armatę, które zaczęły dominować w tym okresie na polu walki. Pomimo tego, że już w czasie agresji na Abisynię (1935) i w wojnie domowej w Hiszpanii (1936) okazały się bronią bezwartościową były one używane nadal, do 1943 po stronie wojsk Osi, po 1943 w dwóch włoskich jednostkach pancernych (tzw. grupach wsparcia), walczących po stronie aliantów (wyposażenie ich stanowiły tankietki w wersji z miotaczem ognia).

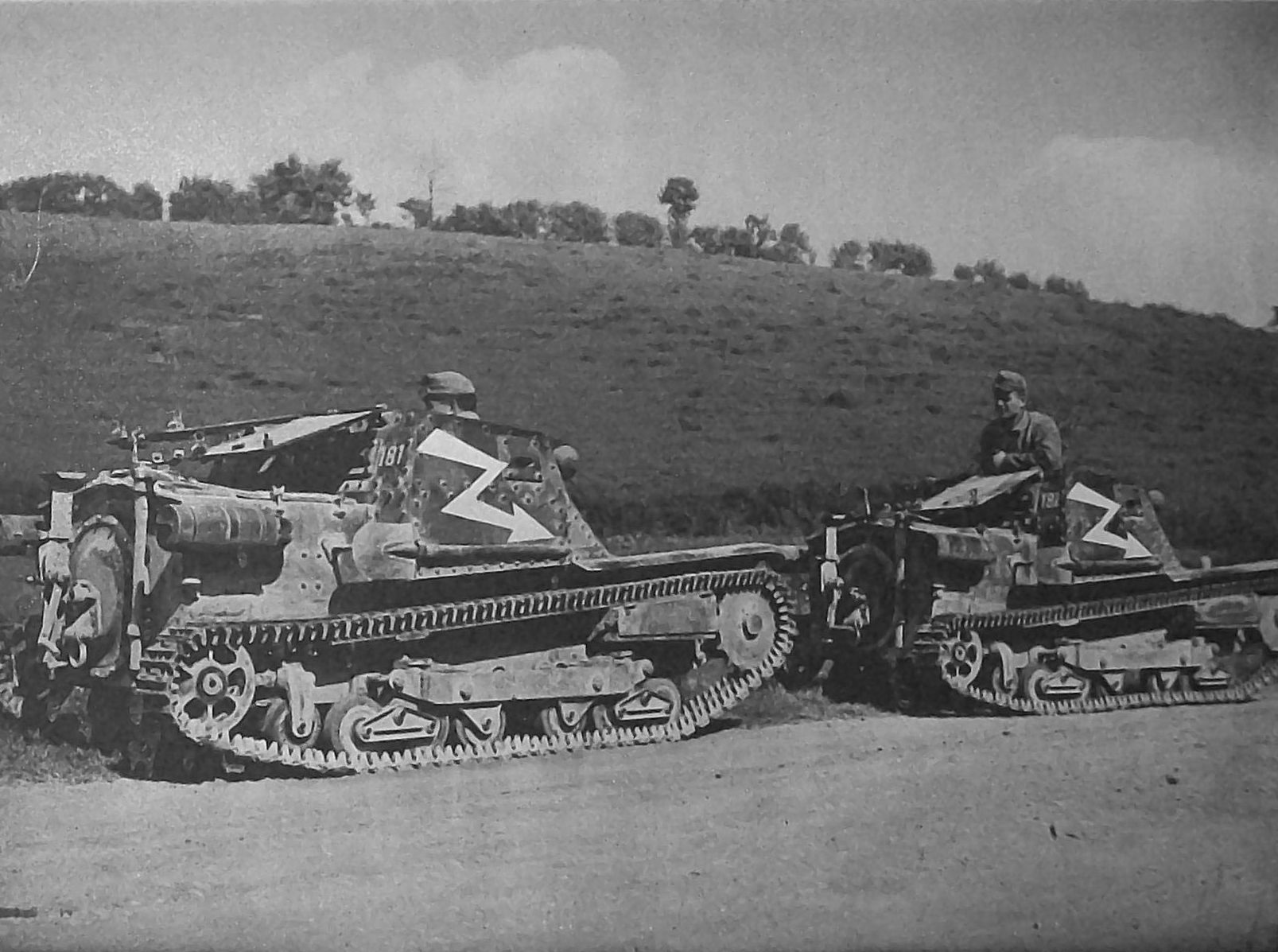
Tankietka Fiat Ansaldo CV 33-35 - rok 1938
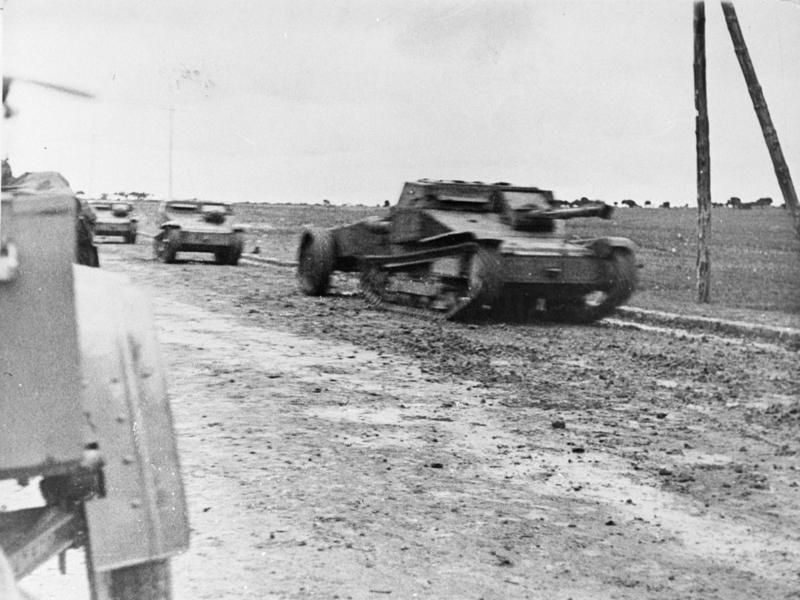
Włoskie tankietki (pierwsza w wersji Lf – z miotaczem ognia) podczas bitwy pod Guadalajarą, Hiszpania, 1937
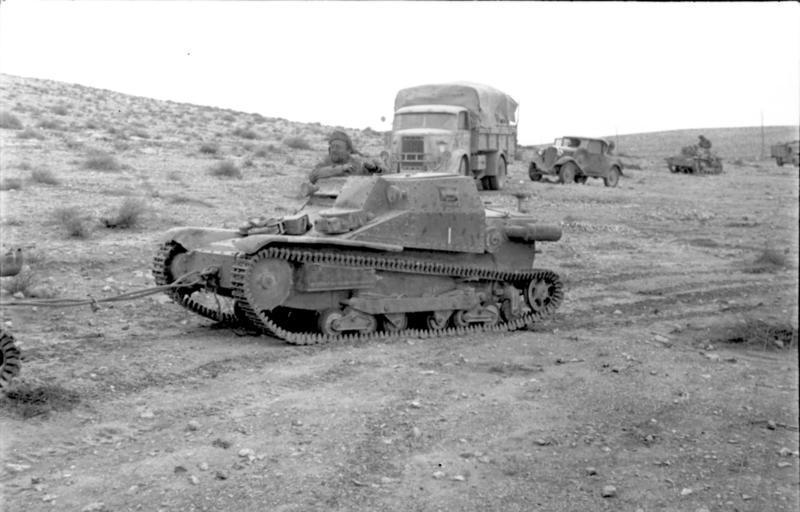
L 3/33 w północnej Afryce, 1941
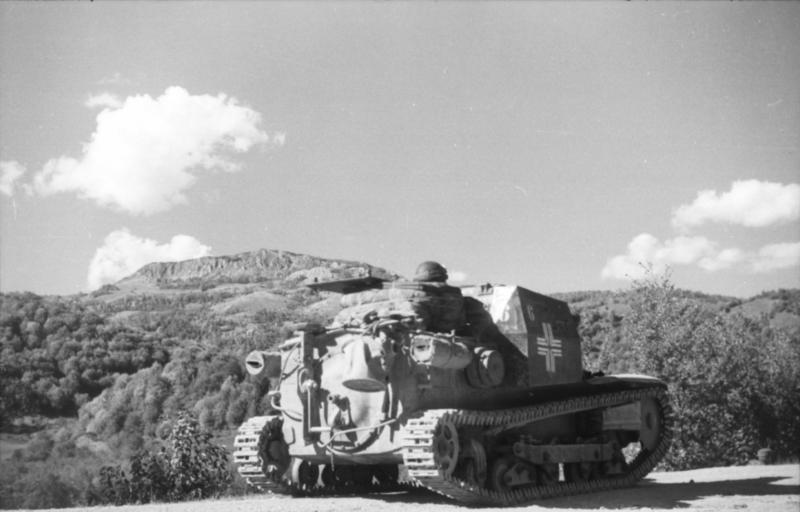
Włoska tankietka L 3 nieznanej wersji w barwach niemieckich w Albanii, 1943